# Evmenios (Tamiolakis)
Evmenios (světským jménem: Georgios Petrou Tamiolakis; * 26. listopadu 1945, Agios Charalambos) je řecký duchovní Konstantinopolského patriarchátu, biskup lefkaský a vikář německé metropolie.

## Život
Narodil se 26. listopadu 1945 ve vesnici Agios Charalambos na Krétě.
Roku 1959 se stal poslušnikem v monastýru Kroustalenia v Lasithi a roku 1964 byl postřižen na monacha.
Dne 23. prosince 1964 byl metropolitou petrským Dimitriem (Bourlakisem) na hierodiakona. Sloužil v chrámu svatého Jiří v Selinari a poté v katedrálním chrámu v Chanii. Byl sekretářem metropolie Kydónia a Apokoronas.
Roku 1972 nastoupil na bohoslovecký institut Athénské univerzity a poté byl převeden do Německa, kde začal sloužit jako diákon v chrámu Svatých apoštolů v Dortmundu.
Dne 3. dubna 1977 byl na Květnou neděli rukopoložen na jeromonacha a povýšen na archimandritu. Následně krátce sloužil v metropolii Petra a Chersonisosu.
Roku 1977 odešel do Německa byl včleněn do kléru německé metropolie. Stal se představeným chrámu svatého Demetria v Cáchách. V Cáchách absolvoval studium sociologie a pedagogiky. Vyučoval na církevních školách.
Dne 22. prosince 1993 jej Svatý synod Konstantinopolského patriarchátu zvolil biskupem lefkaským a vikářem německé metropolie. Dne 15. ledna 1994 proběhla v chrámu svatého Ondřeje v Düsseldorfu jeho biskupská chirotonie. Světiteli byli metropolita německý Avgoustinos (Labardakis), metropolita gortynský a arkádský Kyrillos (Kypriotakis), metropolita petrský a chersonisoský Nektarios (Papadakis), biskup euriposký Vasileios (Panagiotakopoulos), biskup aristijský Vasileios (Tsiopanas), biskup pamfylijský Chrysostomos (Dimitriadis) a biskup fermský Dimitrios (Grollios).